# جاكي مور
جاكي مور (بالإنجليزية: Jackie Moore) هي موسيقية ومغنية أمريكية، ولدت في 1946 في جاكسونفيل في الولايات المتحدة.

## وصلات خارجية
- جاكي مور على موقع ميوزك برينز (الإنجليزية)
- جاكي مور على موقع أول ميوزيك (الإنجليزية)
- جاكي مور على موقع ديسكوغز (الإنجليزية)